# Kvalsund
Kvalsund este o comună din provincia Finnmark, Norvegia.